# Фонарёв, Иван Петрович
Ива́н Петро́вич Фонарёв (29 декабря 1918, Кварса, Вятская губерния — 19 сентября 1973, Минск) — участник Великой Отечественной войны, командир авиационного звена 74-го гвардейского штурмового авиационного полка (1-й гвардейской штурмовой авиационной Сталинградской ордена Ленина, дважды Краснознамённой, орденов Суворова и Кутузова дивизии, 1-й воздушной армии, 3-го Белорусского фронта), гвардии старший лейтенант (на момент награждения). Герой Советского Союза (1945).

## Биография
Родился 29 декабря 1918 года в деревне Кварса ныне Воткинского района Удмуртии в крестьянской семье. По национальности русский. Окончил школу ФЗУ.
В Красной Армии с 1939 года. В 1942 году окончил Молотовскую военную авиационную школу. На фронтах Великой Отечественной войны с ноября 1942 года. Член ВКП(б)/КПСС с 1943 года.
Командир авиационного звена 74-го гвардейского штурмового авиационного полка (1-я гвардейская штурмовая авиационная дивизия, 1-я воздушная армия, 3-й Белорусский фронт) гвардии старший лейтенант Иван Фонарев к маю 1945 года совершил на самолёте-штурмовике «Ил-2» триста сорок шесть успешных боевых вылетов на штурмовку скоплений вражеских войск, нанеся противнику значительный урон в живой силе и боевой технике.
Так, в период Белорусской наступательной операции советских войск под кодовым названием «Багратион» (с 23 июня по 29 августа 1944 года) лётчик-штурмовик Иван Фонарев штурмовал гитлеровские войска на переправах через реку Оршица, в районе посёлка Коханово Витебской области, в «минском котле».
Указом Президиума Верховного Совета СССР от 29 июня 1945 года за образцовое выполнение боевых заданий командования на фронте борьбы с немецко-фашистскими захватчиками и проявленные при этом мужество и героизм гвардии старшему лейтенанту Фонарёву Ивану Петровичу присвоено звание Героя Советского Союза с вручением ордена Ленина и медали «Золотая Звезда» (№ 6334).
После войны Иван Петрович Фонарёв продолжал службу в ВВС. Окончил Военно-воздушную академию. С 1958 года подполковник Фонарёв И. П. — в запасе.
Жил в столице Белоруссии городе-герое Минске. Работал на Минском тракторном заводе. Скончался 19 сентября 1973 года. Похоронен в Минске на Восточном («Московском») кладбище (участок № 26).
Награждён орденом Ленина, двумя орденами Красного Знамени, орденами Александра Невского, Отечественной войны 1-й и 2-й степеней, Красной Звезды, медалями.
Имя Ивана Петровича Фонарёва планируется присвоить улице в его родной деревне.
В городе Ижевске одна из улиц названа в честь Героя Ивана Петровича Фонарева.  